# 47 mm armata wz. 25 „Pocisk”
Armata wz. 25 „Pocisk” – polska prototypowa armata kalibru 47 mm z zamkiem półautomatycznym z okresu przed II wojną światową.
Armata wz. 25 powstała w latach 20. XX wieku na potrzeby konkursu na nowe działo towarzyszące dla Wojska Polskiego. Był to projekt polskich Zakładów Amunicyjnych „Pocisk” SA w Warszawie, a w jego opracowywanie zaangażowany był były podpułkownik austriackiego sztabu artylerii Edmund Rogla. Armata miała masę 238 kg i szybkostrzelność 16 strzałów na minutę. Jej obsługę stanowiło 7 żołnierzy. Armatę można było ustawić w dwóch pozycjach strzeleckich: górnej i dolnej. Pozycja dolna, poza mniejszą widocznością działa, zapewniała niższą linię strzału. Pomimo wygrania konkursu nie rozpoczęto produkcji seryjnej, jej parametry nie usatysfakcjonowały bowiem przedstawicieli wojska. Armatą wz. 25 zainteresowane były także inne państwa, jednak z nieznanych powodów nie doszło do jej eksportu. Ogółem Wojsko Polskie było użytkownikiem czterech armat wz. 25 „Pocisk”, w które w 1932 roku uzbrojono pojazdy TKD.

## Historia

### Geneza
Po odzyskaniu przez Polskę niepodległości, w 1918 roku na wyposażeniu Wojska Polskiego znalazło się niewiele armat towarzyszących. Przeznaczeniem artylerii towarzyszącej było przede wszystkim wsparcie piechoty: m.in. zwalczanie gniazd karabinów maszynowych, a także niszczenie lekkich czołgów. Regulamin piechoty z roku 1921 przewidywał, aby w składzie batalionu piechoty poza kompaniami strzelców znajdowała się kompania karabinów maszynowych z plutonem „działek piechoty” (przeważnie jeden moździerz i jeden działon).
Przykładem armaty towarzyszącej, która znalazła się na wyposażeniu Wojska Polskiego była francuska armata wz. 1916 TR kal. 37 mm. Zaletą tej armaty była niewielka masa w położeniu bojowym (tylko 108 kg), jednak w połowie lat 20. XX wieku było to już konstrukcja przestarzała. Ponadto liczba tych armat w Wojsku Polskim była bardzo mała. Wobec tego rozpoczęto poszukiwania nowej konstrukcji. Już w 1920 roku rozważano zakup amerykańskich półautomatycznych dział kal. 37 firmy Bethlehem, pochodzących z francuskiego demobilu.

### Konkurs
W roku 1924 ogłoszono konkurs na opracowanie nowej broni tego typu. Swoje oferty nadesłały zagraniczne firmy m.in. St. Chamond, Beardmore, Vickers, Armstrong, Bofors i Driggs. Po wstępnym rozpatrzeniu ofert uściślono warunki, jakie miało spełniać nowe działo. Na początku 1925 roku kupiono cztery działa: 45 mm St. Chamond, 40 mm Beardmore oraz konstrukcje Boforsa i Driggsa. W tym samym roku przeprowadzono próby z zakupionymi działami, lecz żadne z nich w pełni nie spełniło oczekiwań wojska. Do konkursu przystąpiły także polskie Zakłady Amunicyjne „Pocisk” SA w Warszawie oferując dwa modele armat różniące się długością lufy i masą. Były to projekty przygotowane specjalnie na konkurs, dzięki czemu miały przewagę nad zagranicznymi konstrukcjami. Ich konstruktorem był były podpułkownik austriackiego sztabu artylerii Edmund Rogla (współtwórca m.in. moździerza Skoda vz. 11 kal. 305 mm). Działa powstały stosunkowo szybko, projektowanie rozpoczęto w grudniu 1924 roku, a już w marcu zakwalifikowano je do konkursu. Pierwsze testy polskiej armaty odbyły się we wrześniu 1925 roku i po ich przeprowadzeniu do kolejnych testów zakwalifikowano działa „Pocisk”, 47 mm Beardmore i 47 mm Driggs. W zakładach „Pocisk” zamówiono cztery egzemplarze armaty kal. 47 mm, z zastrzeżeniem wprowadzenia zmian konstrukcyjnych, m.in. zmiany tarczy ochronnej lub łoża dla zapewnienia lepszej ochrony obsługujących żołnierzy, zastosowania kół o większej średnicy. Ostateczny termin dostawy wyznaczono na 24 lutego 1928 roku. Ponadto zamówiono też po trzy armaty Beardmore i Driggs.
Testy porównawcze początkowo miały się odbyć w roku 1928, jednak z powodu opóźnień w przesyłce armat Driggsa termin ten uległ przesunięciu. W międzyczasie polską konstrukcją zainteresowali się odbiorcy zagraniczni: Chiny, Turcja, Estonia, Finlandia, Holandia, Łotwa, Rumunia, Szwajcaria, a także kraje Ameryki Południowej. 17 września 1929 roku Szef Sztabu Głównego wyraził zgodę na eksport armaty wz. 25 „Pocisk”, bez żadnych ograniczeń. Z nieznanych przyczyn nie doszło jednak do eksportu armat.
W 1930 roku przeprowadzono testy porównawcze dział kal. 47 mm. Odbywały się one w Centrali Badań Poligonowych w Zielonce oraz w Centralnej Szkole Strzelniczej w Toruniu. Badaniom porównawczym poddano armaty kal. 47 mm firm: „Pocisk”, Beardmore, Driggs oraz Škoda. Najlepsza okazała się armata wz. 25 „Pocisk”. Spełniała ona wszystkie techniczne założenia konkursowe, jednak uznano, że jej parametry są niewystarczające na współczesnym polu walki. W konsekwencji nie podjęto produkcji seryjnej. W roku 1932 zadecydowano, że wojsko potrzebuje działa kalibru 55 mm.
Liczba ogółem wyprodukowanych dział wz. 25 w zależności od źródła waha się od 4 do 10.

### Modernizacja
W 1934 roku postanowiono przezbroić posiadane czołgi Vickers E w armaty. W związku z opóźnieniami w pracach nad polską armatą przeciwpancerną kalibru 40 mm, postanowiono do tego celu zmodernizować armatę wz. 25 „Pocisk”. Nowe działo miało charakteryzować się większą prędkością początkową pocisku i lepszą zdolnością przebijania płyt pancernych. Prototyp zmodernizowanego działa oznaczono 47 mm działko Pocisk model 1.84.530. Długość lufy armaty wynosiła 2150 mm. Masa lufy z zamkiem – 105 kg, zaś masa armaty gotowej do wmontowania w wieżę czołgu 280 kg. Łoże zapewniało kąt podniesienia wynoszący od −15° do +25°. W 1936 roku prototyp działa poddano testom w Centrum Badań Balistycznych w Zielonce, wyniki były obiecujące. Przy prędkości początkowej 800 m/s pocisk przebijał płytę pancerną o grubości 30 mm z odległości 800 m. Donośność armaty wynosiła 5000 m. Prace nad tą modernizacją posuwały się wolno i ostatecznie po zakupieniu licencji na armaty przeciwpancerne Boforsa przerwano je.

## Opis konstrukcji
Armata towarzysząca wz. 25 „Pocisk” kalibru 47 mm miała lufę jednorodną z muszką zainstalowaną u jej wylotu. Zastosowano zamek klinowy półautomatyczny (według Piotra Zarzyckiego – automatyczny), a także hydrauliczno-sprężynowy oporopowrotnik. Ten ostatni składał się z dwóch sprężyn zewnętrznych, dwóch wewnętrznych oraz systemu teleskopowego. Płynem roboczym była mieszanina gliceryny i wody. Otwory przelewowe znajdowały się w tłoku.
Łoże górne wykonano z blachy stalowej, połączone było ono z łożem dolnym za pomocą czopa obrotowego oraz dwóch wycinków. Łoże górne miało też czopy, na których umieszczona była kołyska działa konstrukcyjnie podobna do systemu Schneidera. Łoże dolne wykonane z rur o przekroju kwadratowym i teowników stalowych było dwuogonowe rozstawne. Armata wz. 25 miała dwa rodzaje drewnianych kół: o szprychach drewnianych lub metalowych, o obwodzie kół obciągniętych metalową taśmą lub gumową opaską. Bezpieczeństwo obsłudze zapewniała zamontowana tarcza ochronna. Armatę wz. 25 „Pocisk” wyposażono w celownik panoramiczny Goertza.
Mechanizm podniesieniowy uruchamiany pokrętłem składał się z dwóch łuków zębatych przymocowanych do kołyski oraz przekładni czterech kół zębatych. Natomiast mechanizm kierunkowy składał się ze ślimaka obracanego korbą i ślimacznicy. Armata miała dwie pozycje strzeleckie: górną (stosowaną także podczas transportu) i dolną. Pozycja dolna charakteryzowała się niższą linią strzału oraz mniejszą widocznością działa.
Do strzelania stosowano amunicję zespoloną, z trzema rodzajami pocisków: przeciwpancernym, burzącym oraz szrapnelem. Pocisk przeciwpancerny o masie 2,08 kg zawierał 30 g trotylu i 12 g kwasu pikrynowego. Granat burzący miał masę 1,94 kg, zawierał 100 g trotylu i 28 g kwasu pikrynowego. Najcięższym stosowanym pociskiem był szrapnel (masa – 2,46 kg), zawierający 134 lotki. Prędkość początkowa pocisku przeciwpancernego wynosiła 395–400 m/s, zaś burzącego 365 m/s. Armata osiągała donośność 6000–6500 m.
Obsługę stanowiło 7 żołnierzy, transport sprzętu mógł odbywać się w stanie rozłożonym (6 zespołów) lub złożonym – konno. Cenę jednej armaty wz. 25 określono na 40 000 zł.

## Armata wz. 25 „Pocisk” na wyposażeniu Wojska Polskiego

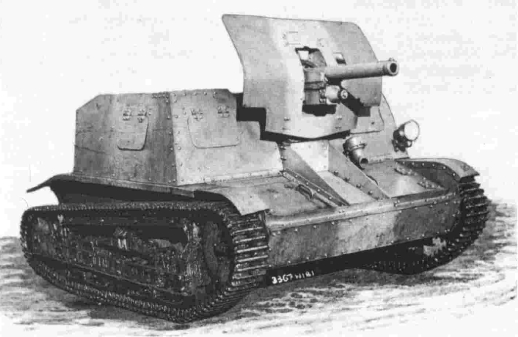
Działo samobieżne TKD z armatą wz. 25

Pomimo niepodjęcia produkcji seryjnej na wyposażeniu Wojska Polskiego znalazło się kilka armat wz. 25. W roku 1932 w posiadane działa wz. 25 uzbrojono cztery prototypy działa samobieżnego TKD. Armatę osadzono na specjalnym łożu, w nieosłoniętej od góry przedniej części kadłuba. Główne mechanizmy broni i obsługę chroniła stalowa tarcza ochronna. Poziomy kąt ostrzału był niewielki, zaś pionowy od −12° do +23°. Zapas amunicji wynosił 55 nabojów.
W zestawieniu posiadanego uzbrojenia z 23 stycznia 1936 roku wymieniono 4 działa wz. 25 „Pocisk”. Znajdowały się one w formacjach broni pancernej.
15 listopada 1937 roku rozkazem Ministra Spraw Wojskowych w składzie 10 Brygady Kawalerii utworzono dywizjon przeciwpancerny składający się z dwóch szwadronów zmotoryzowanych armat przeciwpancernych wz. 36 oraz plutonu specjalnego wyposażonego w cztery pojazdy TKD i dwa TKS-D. W 1938 roku pojazdy te w składzie 10 BK brały udział w zajmowaniu Zaolzia. Brak jest informacji o użyciu pojazdów TKD podczas kampanii wrześniowej.